# Birmingham St. George's FC
Birmingham St. George's FC was een Engelse voetbalclub uit de stad Birmingham.
De club werd opgericht als Mitchell St. George's FC en veranderde in 1888 de naam. Dat seizoen was de club medeoprichter van de Football Combination die na één seizoen opgeheven werd. Daarna werd de Football Alliance opgericht. Na 3 seizoenen daar werd de club opgeheven wegens financiële problemen.

## FA Cup geschiedenis
- 1884/85: verloren in de 3de ronde tegen  Walsall Swifts.
- 1885/86: verloren in de 1ste ronde tegen  Derby County.
- 1886/87: verloren in de 4de ronde tegen  West Bromwich Albion.
- 1887/88: verloren in de 2de ronde tegen  West Bromwich Albion.
- 1888/89: verloren in de kwartfinale tegen Preston North End.
- 1889/90: verloren in de 1ste ronde tegen Notts County.
- 1890/91: verloren in de 2de ronde tegen   West Bromwich Albion.
- 1891/92: verloren in de 1ste ronde tegen Sunderland.